# アーク・オブ・ライフ
アーク・オブ・ライフ（Arc of Life）は、イエスのメンバー3人（ボーカル、ギタリストのジョン・デイヴィソン、ベーシスト、ボーカルのビリー・シャーウッド、ドラマーのジェイ・シェレン）に加え、サウンド・オブ・コンタクトのキーボード担当デイヴ・カーズナー、そしてイエスの1991年のアルバム『結晶』に参加し、シャーウッドとはサーカやYOSOといったプロジェクトで共演したギタリスト、ジミー・ホーンが参加したプログレッシブ・ロック・スーパーグループ。

## 略歴
アーク・オブ・ライフは、ジョン・デイヴィソンとビリー・シャーウッドがイエスのツアーで共に活動していた関係から生まれた。
2020年12月に結成されたバンドは、デビュー・アルバム『アーク・オブ・ライフ』を2021年2月12日にフロンティアーズ・レコードよりリリースした。2022年9月には、11月18日にリリースされたセカンド・アルバム『ドント・ルック・ダウン』からのシングル「All Things Considered」でカムバックを果たした。
シャーウッドは2024年4月、バンドのメンバー3人がイエスで共に活動していることを「停止中の王様（king of parked）」と評した。2025年、カーズナーはバンドが「おそらく終わった」と述べた。

## メンバー
「Blabbermouth.net」より抜粋。
- ビリー・シャーウッド (Billy Sherwood) – ベース、ボーカル
- ジョン・デイヴィソン (Jon Davison) – ボーカル
- ジェイ・シェレン (Jay Schellen) – ドラム
- ジミー・ホーン (Jimmy Haun) – ギター
- デイヴ・カーズナー (Dave Kerzner) – キーボード

## ディスコグラフィ

### スタジオ・アルバム
- 『アーク・オブ・ライフ』 - Arc of Life (2021年)
- 『ドント・ルック・ダウン』 - Don't Look Down (2022年)

### シングル
- "You Make It Real" (2020年)
- "Just in Sight" (2021年)
- "All Things Considered" (2022年)
- "Let Live" (2022年)